# Anna Curtenius Roosevelt
Pour les articles homonymes, voir Roosevelt.
Anna Curtenius Roosevelt (née en 1946) est une préhistorienne américaine, dans son dernier poste professeure d'anthropologie à l'université de l'Illinois à Chicago. Elle est l'une des principaux archéologues américains à étudier les paléoindiens du bassin amazonien, au Brésil, et leur interaction à long terme avec leur environnement. Ses recherches sur le terrain permettent notamment de faire des découvertes importantes sur l'île de Marajó et sur la grotte de Pedra Pintada, au Brésil. Elle effectue également des travaux de terrain dans le bassin du Congo, en Afrique.

## Jeunesse et formation
Anna Roosevelt nait en 1946 et est la petite-fille du général Theodore Roosevelt, Jr. et l’arrière-petite-fille du président des États-Unis Theodore Roosevelt. Ses sœurs sont Susan Roosevelt Weld (en) et Alexandra Anna Roosevelt Dworkin.
À travers la lecture et un voyage au parc national de Mesa Verde initiés par sa mère, elle s'intéresse à l'archéologie à l'âge de neuf ans. Elle obtient une licence en histoire, en lettres classiques et en anthropologie à l'université Stanford en 1968. En 1977, elle obtient un doctorat en anthropologie à l'université Columbia.

## Carrière
De 1975 à 1985, elle travaille comme conservatrice au National Museum of the American Indian. Anna Roosevelt est conservatrice invitée au Musée américain d'histoire naturelle de 1985 à 1989. Elle a ensuite été conservatrice en archéologie au Musée Field. Ses premiers travaux de terrain l'ont conduite dans les Andes péruviennes, puis au Mexique et au Venezuela. Elle a fini sa carrière comme professeure d'anthropologie à l'université de l'Illinois, à Chicago.

## Travaux

### Ile de Marajó

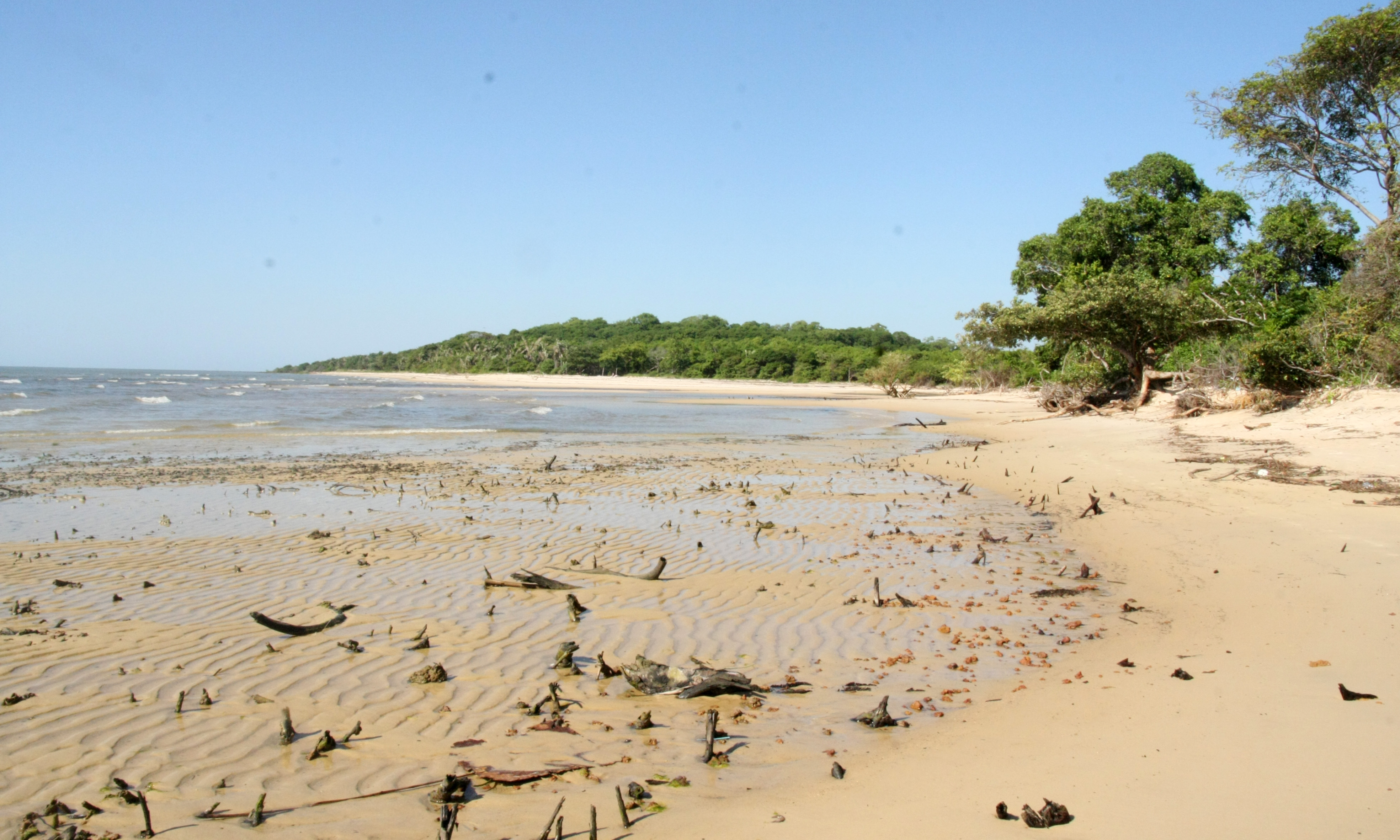
Praia de São João - Ile de Marajó

En 1991, Anna Roosevelt publie Moundbuilders of the Amazon : Geophysical Archaeology on Marajo Island, Brazil, qui détaille son travail tout au long des années 1980 sur la culture précolombienne Marajoara sur l'ile de Marajo, près de l'embouchure du fleuve Amazone. Son équipe de recherche mobilise dans ses recherches des relevés géophysiques issus de la télédétection. L'île de Marajó contient de nombreuses traces de peuplement précolombien.
Dans cet ouvrage, Anna Roosevelt remet en question la théorie selon laquelle l'Amazonie précolombienne était un « faux paradis », incapable de soutenir une culture humaine complexe. Anna Roosevelt affirme que cette société précolombienne était « l'une des réalisations culturelles indigènes les plus remarquables », avec une population élevée sur un vaste territoire, une agriculture intensive et des travaux publics. Ces conclusions et ces arguments ont donné lieu à de nombreux débats parmi les archéologues et anthropologues sud-américains.

### Grotte de Pedra Pintada
De 1990 à 1992, Anna Roosevelt dirige les fouilles au Brésil de la grotte de Pedra Pintada, près de Monte Alegre, dans l'État du Pará. L'art rupestre de Monte Alegre contient de nombreux exemples de peintures rupestres anciennes, y compris des empreintes de mains, ainsi que des figures humaines et animales et des figures géométriques. La datation de ces peintures suggère qu'elles font partie de l'art le plus ancien d'Amérique,. L'enquête d'Anna Roosevelt montre une occupation humaine de l'Amazonie beaucoup plus ancienne que ce que l'on estimait auparavant, peut-être deux fois plus ancienne.
Sur une période de 1 000 ans, il y a environ 10 000 à 11 000 ans, les hommes ont utilisé la grotte et ont laissé derrière eux des pointes de projectiles uniques, ainsi que des graines de plantes transportées d'assez loin jusqu'au site,. Ils vivaient d'une manière différente des premiers chasseurs de gros gibier connus en Amérique, se fiant plutôt aux rivières et à la forêt. Les découvertes de Roosevelt suggèrent également une réoccupation humaine plus tardive sur le site et le long de la rive voisine, avec la présence de poteries vieilles de 7 500 ans, ce qui en ferait les poteries les plus anciennes, ou parmi les plus anciennes, trouvées en Amérique. Elles suggèrent également que le développement culturel préhistorique en Amazonie doit être réévalué,,.

### Autres terrains
Anna Roosevelt poursuit ses travaux de terrain sur divers sites du Brésil, notamment sur des sites sous-marins dans le Xingu moyen, afin d'étudier les activités des paléoindiens dans les interfluves de l'Amazonie. En outre, elle étend son champ de recherche au bassin africain du Congo. Ses travaux archéologiques dans le bassin du Congo se concentrent sur les sites précéramiques de Bayanga, dans le sud-ouest de la République centrafricaine.

## Prix et honneurs
Anna Roosevelt est membre de l'Académie américaine des arts et des sciences. Elle reçoit la médaille des explorateurs et la médaille d'or de la Society of Woman Geographers. Le Brésil lui décerne l'ordre de Rio Branco et la médaille Bettendorf. En 1988, elle reçoit une bourse de cinq ans du programme MacArthur et des doctorats honorifiques de Mount Holyoke College et de l'université du Nord-Est.
Ses recherches sont financées par des subventions de la National Foundation, de la Fondation nationale pour les sciences humaines, du National Endowment for the Arts, de la Commission Fulbright, de la fondation Wenner-Gren et de l'université de l'Illinois.

## Publications

### Ouvrages
- Moundbuilders of the Amazon, 1991

- Ancient Civilizations of the Amazon, 2021

### Articles
- (en) « Culpability for violence in the Congo: Lessons from the crisis of 1960-1965 », dans William P. Kiblinger, Human Conflict from Neanderthals to the Samburu: A Crosscultural Study of Webs of Violence, New York, Springer, 2020, p. 105-174.
- (en) « The Warao of the Orinoco delta: A stilt-village culture », dans Alexandre Guida Navarro (éd.), A Civilizacao Lacustre de a Baixada Maranhense: Da Prehistorica dos Campos Inundaveis aos Dias Atuais, Sao Luis, Maranhao, Universidade Federal do Maranhao, 2019, p. 231-291.
- (en) « Method and theory of early farming: The Orinoco and Caribbean coasts of South America », Earth Science Research, vol. 6, no 1,‎ 2016, p. 1-24.
- (en) « Behind the Veil: Culpability in the assassination of Patrice Lumumba », Congonova, no 4,‎ 2011, p. 1-11.
- (en) « Human rights and the CIA: The case of the assassination of Patrice Lumumba », Fifth International Conference on the Ethics of National Security Intelligence, Program and Abstracts,‎ 2010, p. 20-21.
- (en) « Geophysical Archaeology in the Lower Amazon: A Research Strategy », dans Farouk El Baz et James R. Wiseman, Remote Sensing in Archaeology, New York, Springer, 2007, p. 435-467.
- (en) « Ecology in Human Evolution: Origins of the Species and of Complex Societies », dans V. Scarborough (éd.), A Catalyst for Ideas: Anthropological Archaeology and the Legacy of Douglas Schwartz, Santa Fe, School of American Research, 2005, p. 169-208.
- (en) « Migrations and Adaptations of the First Americans: Clovis and Pre-Clovis Viewed from South America », dans N. Jablonski (éd.), The First Americans: The Pleistocene Colonization of the New World, Berkeley, University of California Press, 2002, p. 159-236.
- (en) « Mound-building Societies of the Amazon and Orinoco », dans A. Duran Coirol (éd.), Archaeologia de las Tierras Bajas, Montevideo, Ministerio de Educacion, 2000.
- (en) « The Lower Amazon: A Dynamic Human Habitat », dans D.L. Lentz (éd.), Imperfect Balance: Landscape Transformations in the Precolumbian Americas, New York, Columbia University Press, 2000, p. 455-491.
- (en) « The Development of Prehistoric Complex Societies : Amazonia, a Tropical Forest », dans E.A. Bacus, L.J. Lucero, and J. Allen (éd.), Complex Polities in the Ancient Tropical World, Arlington, American Anthropological Association, 1999, p. 13-34.
- (en) « The Maritime, Highland, Forest Dynamic and the Origins of Complex Culture », dans Frank Salomon et Stuart Schwartz (éd.), South America, New York, Camridge University Press, 1999, p. 264-269.
- (pt) « O Povoamento das Americas: O Panorama Brasileiro », dans Pre-historia da Terra Brasilis, Universidade Federal de Rio de Janeiro, 1999, p. 35-50.
- (en) « Twelve Thousand Years of Human-Environment Interaction in the Amazon Floodplain », Advances in Economic Botany, vol. 13,‎ 1999, p. 371-392.
- (en) « Early Pottery in the Amazon: Twenty Years of Scholarly Obscurity », dans W. Barnett et J. Hoopes (éd.), The Emergence of Pottery: Technology and Innovation in Ancient Societies, Smithsonian Institution Press, 1995, p. 115-131.
- (en) « The Rise and Fall of the Amazon Chiefdoms », L'Homme, vol. 33, nos 126-128,‎ 1993, p. 255-284.